# ゼア・ウィル・ビー・ブラッド
『ゼア・ウィル・ビー・ブラッド』（There Will Be Blood）は、2007年のアメリカ映画。第80回アカデミー賞では作品賞を含む8部門にノミネートされ、主演男優賞と撮影賞を受賞。
アメリカ合衆国ではパラマウント・ピクチャーズの配給により2007年12月26日に公開、日本ではウォルト ディズニー スタジオ モーション ピクチャーズ ジャパンの配給により2008年4月26日に公開。

## ストーリー
舞台は20世紀初頭のアメリカ西部。山師のダニエル・プレインヴューは幼い息子のH・Wを伴って油田を探していた。あるとき彼は、サンデー牧場に石油が出る兆候があるという情報をサンデー家の青年ポールから得る。サンデー牧場を訪れたダニエルは家長でポールの父であるエイベルとポールの双子の兄イーライと交渉し、貧しいサンデー家から採掘権を買い取った。ダニエルは仲間を呼び寄せて試掘を開始。数日後、油脈は掘り当てられたが、そのとたんに爆発炎上事故が発生し、採掘を見物していたH・Wは吹き飛ばされて聴力を失う。H・Wは精神的混乱からダニエルの家に火を放ち、ついにH・Wとの生活をあきらめたダニエルは、彼をサン・フランシスコの寄宿舎学校に追いやってしまう。
石油パイプラインを通すためにバンディ家の土地が必要だったダニエルは、イーライが主宰する教会で洗礼を受ける見返りにリース契約を結ぶことをバンディからもちかけられ、それをのむ。イーライはダニエルを洗礼する際に、自分は息子を見捨てた罪人だ、と信者の前でダニエルに認めさせる。やがて手話を学んで帰ってきたH・Wとダニエルは和解し、イーライは宣教のため町を離れる。
十数年後、成長したH・Wは幼馴染であるサンデー家の娘メアリーと結婚する。事業で大成功を収め、大きな屋敷で一人さびしく酒におぼれる生活を送っていたダニエルに、H・Wは妻とともにメキシコに移り、起業したいと申し出た。激怒したダニエルは、お前は孤児だから自分とは血がつながっていない、と彼を勘当してしまう。
しばらく後、今度はダニエルの元にイーライが突如現れ、バンディ家の土地での石油採掘に出資するよう請う。ダニエルは同意するが、自分はインチキ預言者で神は迷信だ、とイーライが宣言することを条件に出す。イーライがひとしきりそう語った後で、ダニエルはバンディ家の土地にはもはや石油が残っていないことを明かす。イーライは自分が経済的に困窮していることを明かすが、ダニエルはボウリングのピンでイーライを撲殺する。騒ぎを聞きつけてやってきた執事にダニエルは「終わった」と伝える。

## キャスト
※括弧内は日本語吹替。
- ダニエル・プレインヴュー - ダニエル・デイ＝ルイス（壤晴彦）
- H・W・プレインヴュー - ディロン・フレイジャー（本城雄太郎）
- ポール・サンデー / イーライ・サンデー - ポール・ダノ（内田夕夜）
- メアリー・サンデー - シドニー・マカリスター（永嶌花音）
- アベル・サンデー - デイビッド・ウィリス
- ヘンリー - ケヴィン・J・オコナー（清水明彦）
- フレッチャー・ハミルトン - キアラン・ハインズ（林一夫）
- H・M・ティルフォード - デヴィッド・ウォーショフスキー（田原アルノ）
- ジーン・ブレイズ - ダン・スワロー（辻村真人）
- ウィリアム・バンディ - ハンス・ハウェス（納谷悟朗）

## 制作背景
- 監督は、この映画はアプトン・シンクレアの小説『Oil!（邦題：石油!）』にインスパイアされているが、映画に組み込んだのは最初の150ページだけで、ストーリーは全く異なっていると述べている。（小説では、主役が息子である点など）[2]
- タイトルの "There will be blood" は、旧約聖書出エジプト記の「十の災い」の中の一文、"There will be blood everywhere in Egypt."（Exodus 7:19）に由来するもので、「いずれ血に染まる」の意。
- 主人公ダニエルのキャラクターは、実在の石油王エドワード・ドヘニーとドラキュラ伯爵をモデルにしている[3]。役作りのため、監督は20世紀初頭の録音記録や『黄金 (1948年の映画)』を主演のダニエル・デイ＝ルイスに送り、参考にさせた[3]。
- 牧師のイーライ・サンデーは、野球選手から福音派伝道師になり、当時絶大な人気を得ていた実在の人物ビリー・サンデーになぞらえられている。
- 豪華な邸宅のシーンは、ドヘニーが息子に贈ったビバリーヒルズの豪邸「グレーストーン・マンション」で撮影された（息子はこの邸宅で妻の使用人に殺されている）[3]。

## スタッフ
- 監督/脚本：ポール・トーマス・アンダーソン
- 製作：ジョアン・セラー、ポール・トーマス・アンダーソン、ダニエル・ルピ
- 製作総指揮：スコット・ルーディン、エリック・シュローサー、デヴィッド・ウィリアムズ
- 撮影：ロバート・エルスウィット
- 衣装デザイン：マーク・ブリッジス
- 編集：ディラン・ティチェナー
- 音楽：ジョニー・グリーンウッド
- 美術：ジャック・フィスク
- 製作：パラマウント・ヴァンテージ、ミラマックス、グーラルディ・フィルム・カンパニー、スコット・ルーディン・プロダクションズ
- 特殊効果：インダストリアル・ライト&マジック

## 評価
レビュー・アグリゲーターのRotten Tomatoesでは243件のレビューで支持率は91%、平均点は8.50/10となった。Metacriticでは42件のレビューを基に加重平均値が93/100となった。

## 主な賞歴
- 第80回アカデミー賞
  - 主演男優賞：ダニエル・デイ＝ルイス
  - 撮影賞：ロバート・エルスウィット
- 第58回ベルリン国際映画祭
  - 監督賞：ポール・トーマス・アンダーソン
  - 芸術貢献賞：ジョニー・グリーンウッド
- 第73回ニューヨーク映画批評家協会賞
  - 男優賞：ダニエル・デイ＝ルイス
  - 撮影賞：ロバート・エルスウィット
- 第65回ゴールデングローブ賞
  - 男優賞（ドラマ）：ダニエル・デイ＝ルイス
- 第61回英国アカデミー賞
  - 主演男優賞：ダニエル・デイ＝ルイス
- 第60回全米撮影監督協会賞：ロバート・エルスウィット
- 第42回全米映画批評家協会賞
  - 作品賞
  - 主演男優賞：ダニエル・デイ＝ルイス
  - 監督賞：ポール・トーマス・アンダーソン
  - 撮影賞：ロバート・エルスウィット
- 第33回ロサンゼルス映画批評家協会賞
  - 作品賞
  - 男優賞：ダニエル・デイ＝ルイス
  - 監督賞：ポール・トーマス・アンダーソン
  - 美術賞：ジャック・フィスク
- 第14回全米映画俳優組合賞
  - 主演男優賞：ダニエル・デイ＝ルイス
- 第13回放送映画批評家協会賞
  - 主演男優賞：ダニエル・デイ＝ルイス
  - 音楽賞：ジョニー・グリーンウッド
- 第9回ゴールデン・トマト賞
  - 小規模公開作品第9位
  - ドラマ部門第4位
- 映画館大賞「映画館スタッフが選ぶ、2008年に最もスクリーンで輝いた映画」第8位
- 英BBCが選んだ「21世紀 最高の映画100本」で、第3位に選ばれている。[6]